# Крестьянский переулок (Санкт-Петербург)
Крестья́нский переу́лок — переулок в Петроградском районе Санкт-Петербурга. Проходит от Кронверкского проспекта до Малой Посадской улицы.

## История
Первое название Малая Конная улица появилось в 1798 году, дано по располагавшемуся поблизости Конному питейному дому, который, в свою очередь, получил название по находившейся там площадке, принадлежавшей Сытному рынку, на которой торговали лошадьми. Параллельно существовали названия Конный переулок, 1-й Конный переулок. Отметим, что до сих пор сохранилось название близлежащего Конного переулка, имеющее то же происхождение.
С 1828 года существовало название Дункин переулок, по фамилии землевладельца шотландца Я. Дункана. Существовал также ошибочный вариант Дунькин переулок.
В октябре 1918 года получил современное название Крестьянский переулок.

## Достопримечательности

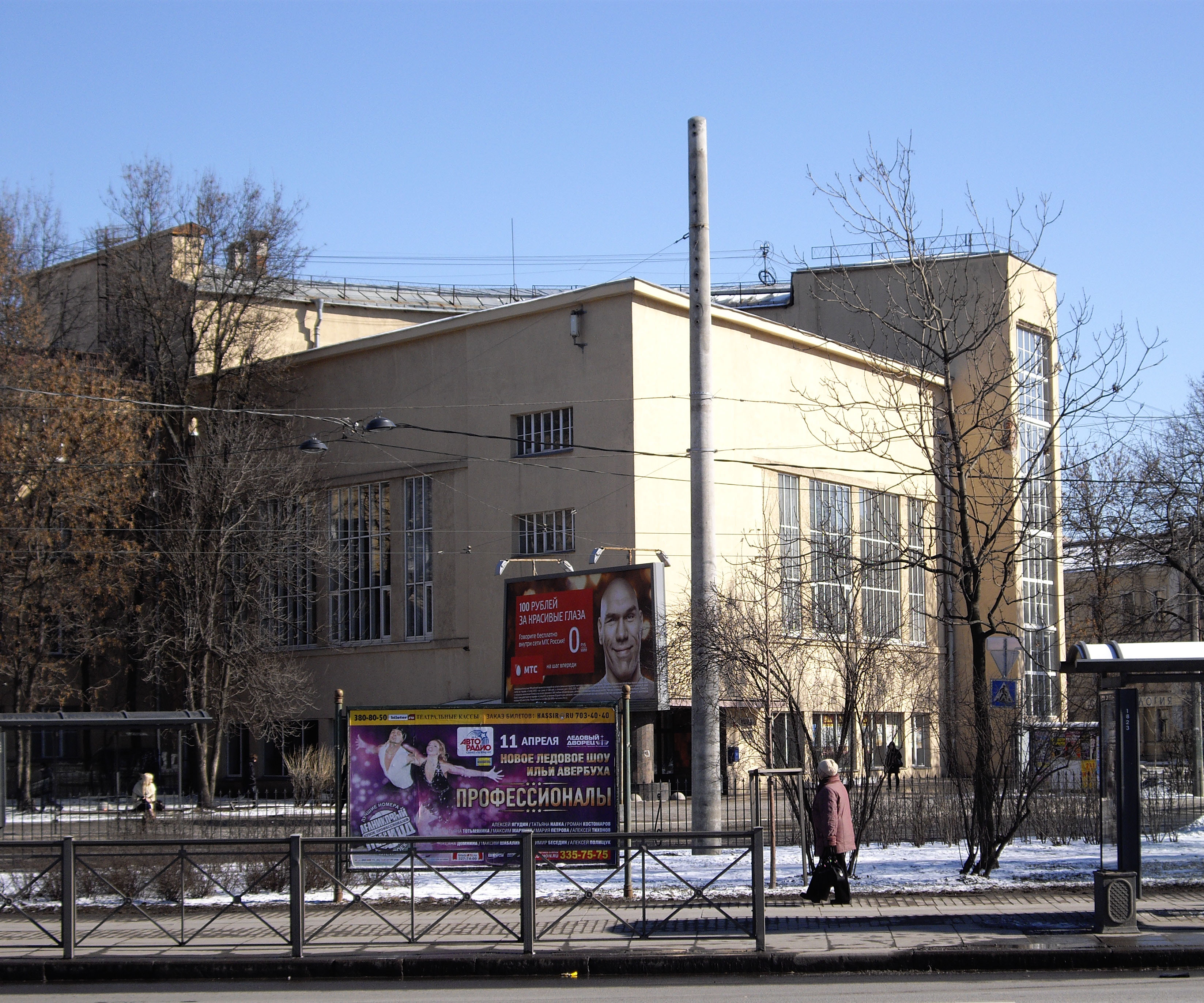
Бывший Институт сигнализации и связи (Кронверкский, 9)

- Между Крестьянским и Конным переулками, Кронверскским проспектом и Малой Посадской улицей расположены корпуса бывшего здания Института сигнализации и связи, впоследствии факультета Академии железнодорожного транспорта имени т. Сталина — памятник конструктивизма (Кронверкский пр., дом 9, 1932, арх. Г. А. Симонов и П. В. Абросимов) памятник архитектуры (вновь выявленный объект)[4]. В плане образует силуэт серпа и молота. До Октябрьской революции этот участок и соседние с ним принадлежали частным владельцам. С 1909 года на этом месте стоял деревянный «Новый цирк», переименованный в 1911 году в цирк «Модерн». В нём в 1917—1918 годах проходили многолюдные митинги, на одном из которых в июне 1917 года выступал В. И. Ленин, кроме того на митингах неоднократно выступал вернувшийся из-за границы Л. Д. Троцкий, быстро наращивая свою популярность в народе. По соседству с цирком находились кинотеатр «Колизей» (1908, арх. Я. Г. Гевирц) и площадка для катания на роликовых коньках. Эти постройки не сохранились. Цирк сгорел в 1919 году. С 1950-х годов, после внутренней перестройки и расширения, здание Института сигнализации и связи используется как студенческое общежитие Строительного факультета ЛИИЖТ (ныне ПГУПС)[5].
- Дом 2 / Кронверкский проспект, 13 — 1879, эклектика, арх. А. К. Серебряков.
- Дом 5 на углу с Малой Посадской ул. — современный жилой комплекс (архитектурная мастерская «Студия-44», архитекторы Никита Явейн и Владимир Парфёнов при участии Екатерины Кобозевой, конструкторы Юрий Бондарев и Ирина Лящко, 2001—2004)[6].
- По соседству (на расстоянии 20 м от Конного переулка) находится Дом Иды Лидваль, или Дом Лидвалей (Каменноостровский пр., дом 1—3)  памятник архитектуры — шедевр северного модерна, первая самостоятельная постройка архитектора Ф. Лидваля (подробнее см. в статье Каменноостровский проспект).
- На расстоянии менее 100 м находится другой памятник северного модерна — Санкт-Петербургская соборная мечеть.